# Área de Conservação da Paisagem de Raikküla-Pakamäe
A Área de Conservação da Paisagem de Raikküla-Pakamäe é um parque natural localizado no condado de Rapla, na Estónia.
A área do parque natural é de 20 hectares.
A área protegida foi fundada em 1973 para proteger as formações costeiras de Paka e Raikküla (em estoniano:  rannamoodustised). Em 2006, a área protegida foi reformulada para área de conservação paisagística.